# 15440 Eioneus
15440 Eioneus è un asteroide troiano di Giove del campo greco. Scoperto nel 1998, presenta un'orbita caratterizzata da un semiasse maggiore pari a 5,2937253 au e da un'eccentricità di 0,0232406, inclinata di 28,75080° rispetto all'eclittica.
L'asteroide è dedicato al guerriero acheo Eioneo.